# Llista de falsos amics del català amb el grec modern
Aquesta és una llista d'alguns dels falsos amics més habituals entre el grec modern i el català.
| Grec modern | Significat en català     | Semblant al català       | En grec modern es fa servir |
| εκεί (ekí)  | allà                     | aquí                     | εδώ (edhó)                  |
| ή (i)       | o (conjunció disjuntiva) | i (conjunció copulativa) | και (ke)                    |